# Trichomanes rupestre
Trichomanes rupestre là một loài thực vật có mạch trong họ Hymenophyllaceae. Loài này được (Raddi) Bosch miêu tả khoa học đầu tiên năm 1859.